# Норт-Бей (область залива Сан-Франциско)

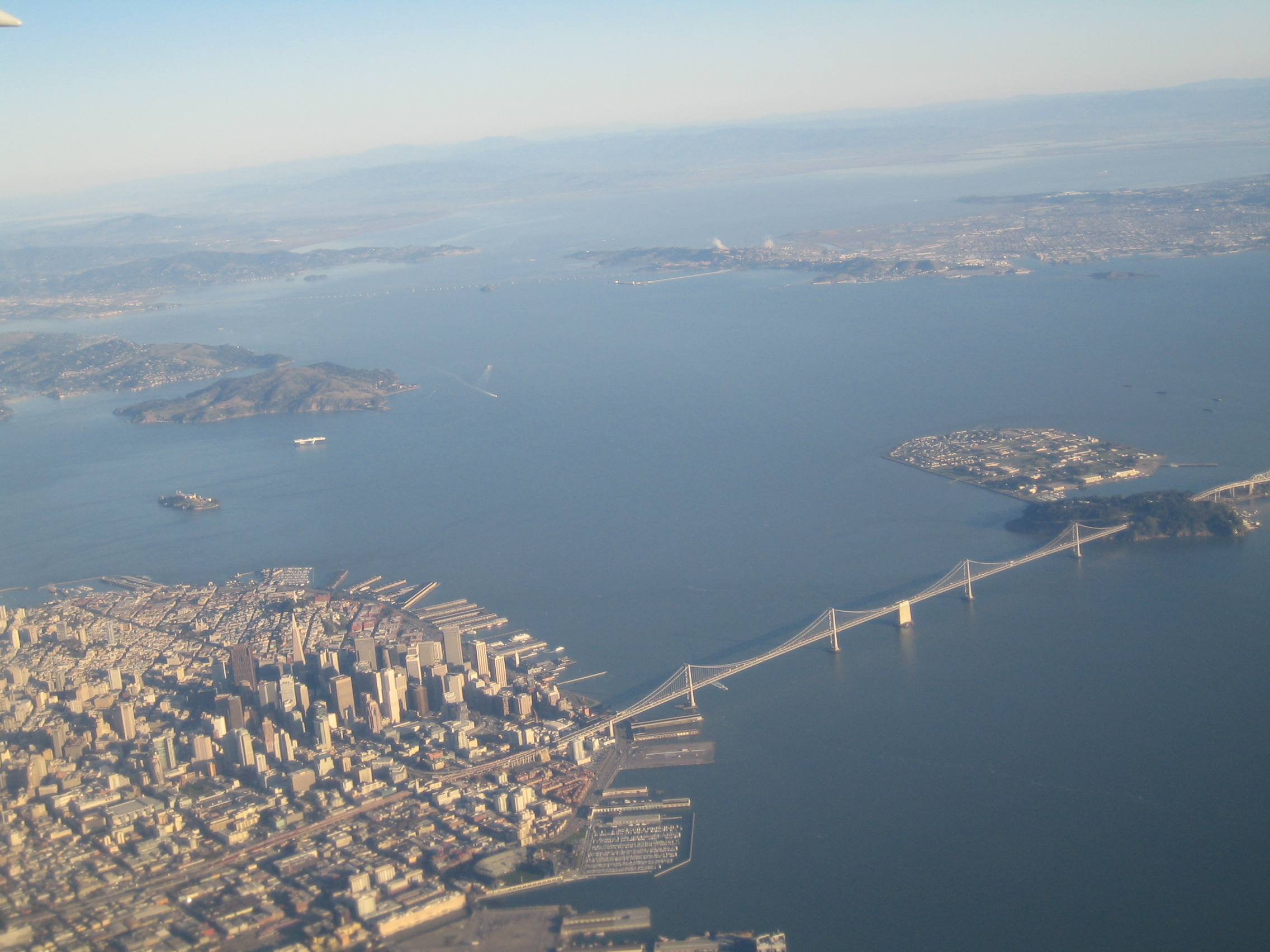
Фотография в сторону Норт-Бэй в направлении от города Сан-Франциско

Норт-Бей (англ. North Bay) — северная часть залива Сан-Франциско, субрегион в области залива Сан-Франциско, в Калифорния, США. Крупнейший город Санта-Роза является пятым городом по величине в области. В Норт-Бей расположены винодельческие округа Напа и Сонома. Является наименее густонаселенной и наименее урбанизированной частью области залива Сан-Франциско. Субрегион состоит из округа Марин, округа Напа, округа Солано, и округа Сонома, общая численность населения более 1,2 млн человек.

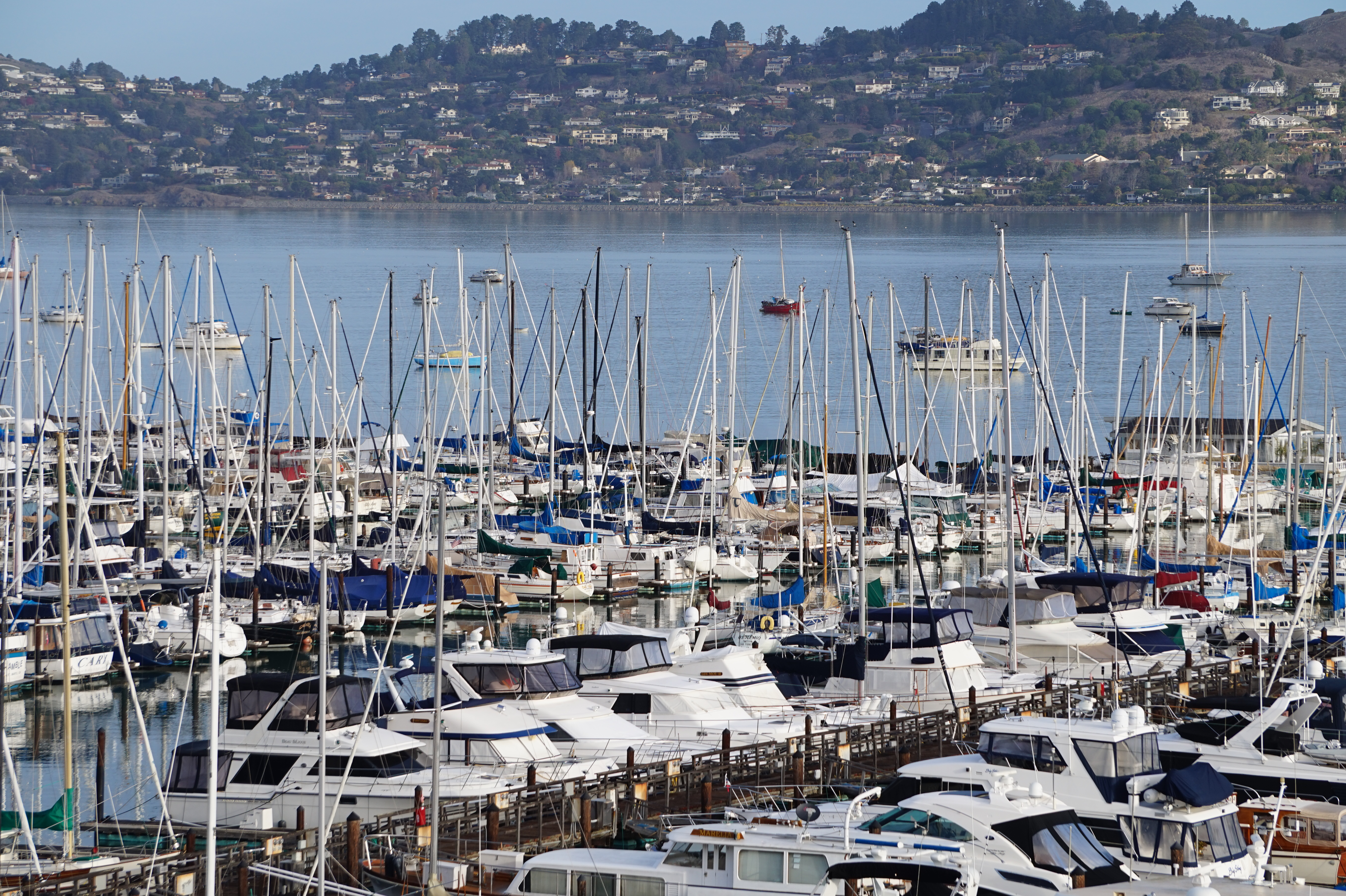
Яхты в порту в города Сосалито, округ Марин, Калифорния

## Транспорт
Норт-Бэй связан с Сан-Франциско через мост Золотые Ворота и c Ист-Бэй через мосты Ричмонд-Сан-Рафаэль и Каквиниуз, последний пересекает залив Сан-Пабло между городами Крокетт и Вальехо. Несколько паромных маршрутов связывают города Норт-Бей и Сан-Франциско, терминалы расположены в Сосалито, Тибьюрон, Ларкспер и Вальехо. Пригородная железная дорога от Фэрфилда в столицу штата Сакраменто и город Окленд обеспечивается государственной железнодорожной компанией Amtrak.
Запущен в тестовую эксплуатацию участок железной дороги Сонома-Марин. Железная Дорога (SMART) состоит из четырнадцати станций которой от Ларкспера до Кловердейла, были одобрены избирателями в ноябре 2008 года.
В Ларкспере находится, главный паромный терминал для пригородного пассажирского паромного сообщения между округом Марин и Финансовым кварталом Сан-Франциско. Обслуживает пассажиропоток более чем 8500 человек в день.

## Крупные города
Самый большой город Норт-Бея — Санта-Роза.
Другие крупные города:
- Вальехо
- Сан-Рафаэль
- Фэрфилд
- Напа
- Новато
- Петалума
- Ронерт-Парк